# Seleção Vietnamita de Futebol Feminino
A Seleção Vietnamita de Futebol Feminino (vietnamita : Đội tuyển bóng đá nữ quốc gia Việt Nam) é um time de futebol feminino que representa o Vietnã e é controlado pela Federação Vietnamita de Futebol (FVF).